# 萨维奥
萨维奥，全名萨维奥·奥利维拉·度·维尔（Sávio Oliveira do Vale，1984年11月1日—），是巴西职业足球运动员，司职后腰，目前效力于巴西球队亚芬尼达。
萨维奥出道于巴西球队圣保罗，2007年离开巴西加盟黑山球队泽塔。2009年6月，萨维奥转会加盟塞超豪门贝尔格莱德红星。
2011年1月，萨维奥被租借到中超球队长春亚泰。但联赛开始前长春亚泰决定提前中止萨维奥的租借合同，萨维奥回到贝尔格莱德红星。
2012年1月，萨维奥加盟巴西球队亚芬尼达。